# Ribadesella (kommun)
Ribadesella är en kommun i Spanien. Den ligger i den autonoma regionen Asturien i norra delen av landet, 400 km norr om huvudstaden Madrid. Antalet invånare är 5 552 (2024).